# Magnat (entreprise)
Pour les articles homonymes, voir Magnat.
Magnat est une entreprise allemande spécialisée dans la sonorisation depuis 1973, dont le siège est situé à Pulheim près de Cologne. Dans le domaine de la sonorisation, Magnat est reconnue dans le secteur Home & Cars Audio haut de gamme en étant l'un des leaders internationaux. Magnat appartient à Audiovox Germany.

## Historique
L'histoire de Magnat commence en 1973 à Cologne, l'année suivante la firme s'est établie rapidement par l'introduction d'une série d'enceintes très innovante « log ». Ce lancement a constitué un succès au sein de la branche, tout en définissant de nouvelles références internationales en matière de force d'innovation. L'histoire de la firme est constituée de plusieurs jalons importants :
- le lancement d'un châssis robuste en fonte d'aluminium constituant une véritable innovation sur le marché en 1976. Le produit définit immédiatement des critères dans l'univers international des enceintes ;
- en 1983, Magnat accède au marché Car Audio, il crée une enceinte, la Magnat Car 5, qui est source de succès. Pour ce secteur, il développe différents produits (amplificateur, subwoofer, enceinte, etc.) ;
- en 2000, Magnat lance sa première enceinte multifonctionnelle compacte et robuste, qui deviendra le produit le plus vendu de l'histoire de l'entreprise ;
- en 2003, la firme se démarque en produisant un des plus puissants subwoofers home audio, disposant des performances et des réserves de puissance qui assurent à ce bolide une consécration internationale ;
- en 2013, Magnat redéfinit les références en matière de construction d'enceintes haut de gamme. L'entreprise présente au salon High End de Munich son nouveau convertisseur sonore Quantum Signature, moderne et précis. L'avis de la presse est le suivant : « Le convertisseur sonore le plus audiophile de toute l'histoire de Magnat ! »[1].

## Magnat aujourd'hui
À l’heure actuelle, Magnat est l’un des leaders internationaux dans le secteur Home & Car Audio haut de gamme, son catalogue propose une vaste gamme de produits vendus dans plus de cinquante pays. La gamme d’électronique grand public s’étend du système home cinéma ultra compact aux enceintes colonnes et à l’électronique stéréo haut de gamme en passant par une gamme de produits Soundbar et Sounddeck, très en vogue. La chronique des prix, tests remportés et droits de propriété intellectuelle remonte aux débuts de l’histoire de l’entreprise et se poursuit aujourd’hui. Même les nouvelles séries de produits Magnat, comme les systèmes Soundbar et Sounddeck, remportent un test après l’autre. La série Quantum Edelstein constitue une nouvelle famille de produits Magnat qui se compose de haut-parleurs d’étagère, à la fois compacts et élégants, qui ont remporté de nombreux tests. Le convertisseur sonore haut de gamme Quantum Signature et l’amplificateur hybride RV 3 rencontrent une popularité croissante.